# 旭町站 (石川縣)
旭町站（日语：／ Asahinachi eki */?）是位於石川縣江沼郡山中町（現時：加賀市山中溫泉）旭町，北陸鐵道山中線的鐵路車站（廢站）。

## 歷史
- 1930年（昭和5年）：溫泉電軌的新長谷田站啟用[1]。當時此站為貨運車站[1]。
- 1935年（昭和10年）7月13日：車站改名為朝日鏈條會社前站[1]。
- 1943年（昭和18年）10月13日：合併後成為北陸鐵道車站。
- 1956年（昭和31年）後：車站改名為旭町站[1]。
- 1957年（昭和32年）10月1日：開設客運業務。
- 1971年（昭和46年）7月11日：加南線全線廢除，此站也被廢除[1]。

## 車站構造
此站是地面車站，設有1面2線的島式月台，此站可進行列車交會。月台上設有站舍。

## 現狀
路軌遺址變成了縣道擴寬用地和行人路。

## 相鄰車站
北陸鐵道
山中線
新家工業前－旭町－長谷田

## 注腳
1. 1 2 3 4 5  今尾惠介. . 日本: 新潮社. 2008年10月18日: 27. ISBN 9784107900241.

## 相關項目
- 日本鐵路車站列表 A